# Соболев, Николай Леонтьевич
Николай Леонтьевич Соболев (19 декабря 1904 — 2 февраля 1957) — командир взвода противотанковых ружей 57-й гвардейской танковой бригады (7-й гвардейский механизированный корпус, 60-я армия, Центральный фронт), гвардии сержант. Герой Советского Союза.

## Биография
Родился 19 декабря 1904 года в городе Вильно Виленской губернии Российской империи, в семье служащего. Русский. Образование начальное.
В 1926—1929 годах проходил действительную службу в Красной Армии.
После демобилизации остался в городе Казани, где проходил службу. Работал директором фабрики-кухни.
Член ВКП(б)/КПСС с 1923 года.
С 1941 года — директор, заместитель директора санатория — эвакуационного госпиталя в посёлке Тарловка.
В марте 1942 года был вновь призван в армию. С того же времени пребывает на фронте.
Воевал в составе 57-й гвардейской танковой бригады командиром взвода противотанковых ружей. Особо отличился в боях при форсировании Днепра.
25 сентября 1943 года при форсировании Днепра у села Долмантово (Чернобыльский район Киевской области) гвардии сержант Соболев после гибели командира роты взял командование на себя. Организовал переправу на правый берег. В бою за расширение плацдарма лично подбил из ПТР 2 танка, самолёт «Юнкерс». Участвовал в отражении контратак противника, был ранен.
Указом Президиума Верховного Совета СССР от 17 октября 1943 года за мужество и героизм, проявленные при форсировании Днепра и удержании плацдарма на его правом берегу, гвардии сержанту Соболеву Николаю Леонтьевичу присвоено звание Героя Советского Союза с вручением ордена Ленина и медали «Золотая Звезда».
В 1943 году был демобилизован по ранению.
Работал директором пионерского лагеря «Пустые Моркваши» в селе Набережные Моркваши Высокогорского (ныне Верхнеуслонского) района.
С мая 1946 года жил в посёлке Васильево Зеленодольского района.
Скончался 2 февраля 1957 года.

## Награды
Звание Героя Советского Союза присвоено 17 октября 1943 года.
Награждён орденом Ленина, медалями.

## Память
В 2010 году имя Николая Соболева было присвоено вновь формируемой улице в городе Набережные Челны (между проспектом Залесным и улицей Нурми Шарипова). В Набережных Челнах на Аллее Славы в парке Победы 30 августа 2018 года установлен его бюст.